# پدی اتکینسون
پدی اتکینسون (انگلیسی: Paddy Atkinson؛ زادهٔ ۲۲ مهٔ ۱۹۷۰) بازیکن فوتبال اهل بریتانیا است.
از باشگاه‌هایی که در آن بازی کرده‌است می‌توان به باشگاه فوتبال یورک سیتی، باشگاه فوتبال بلیث اسپارتانس، باشگاه فوتبال وورکینگتون ای. اف. سی، باشگاه فوتبال هارتل پول یونایتد، باشگاه فوتبال بارو، و باشگاه فوتبال گیتزهد اشاره کرد.